# Il Pomo d’Oro
Il Pomo d’Oro – europejska orkiestra założona przez Gesine Lübben i Giulio d’Alessio w 2012 r. w Wenecji, wykonująca przede wszystkim utwory z okresu baroku i klasycyzmu, zwłaszcza operę. Aktualnie grupa działa w Szwajcarii, w Zurychu. Swoją nazwę zawdzięcza operze z 1666 r. pt. „Il pomo d’oro” autorstwa Antonia Cestiego. Orkiestrę do tej pory prowadzili tacy dyrygenci jak: Riccardo Minasi, Maksim Jemieljanyczew, Stefano Montanari, George Petrou, Enrico Onofri oraz Francesco Corti. Dyrektorem głównym zespołu od 2016 r. jest Rosjanin Maxim Emelyanychev. Za album Anima Sacra nagrany razem z Polakiem Jakubem Józefem Orlińskim otrzymali nominację do Fryderyka 2019 w kategorii «Najlepszy Album Polski Za Granicą».

## Skład
- Maksim Jemieljanyczew – aktualny główny dyrygent, klawesynista, pianista, kornecista
- Alfia Bakieva, Ana Liz Ojeda, Andrea Perugi, Anna Flumiani, Anna Fontana, Anna Melkonyan, Betina Pasteknik, Boris Begelman, Christoph Dangel, Claudio Rado, Daniela Nuzzoli, Davide Nava, Elena Davydova, Elisabeth Baumer, Enrico Parizzi, Federica Bianchi, Giulia Nuti, Giulio D’Alessio, Isabella Bison, Joan Plana Nadal, Laura Corolla, Laura Mirri, Lisa Immer, Luca Pianca, Ludovico Minasi, Marco Ceccato, Margreth Köll, Mauro Lopes Ferreira, Nicolas Penel, Olga Watts, Pablo De Pedro Cano, Riccardo Coelati, Riccardo Minasi, Shai Kribus, Stefano Rossi, Tatiana Fedyakova, Valerio Losito, Yu Yashima, Zefira Valova

## Dyskografia
- 2019-11-08: Facce d’amore (+ Jakub Józef Orliński, Maksim Jemieljanyczew) [Erato/Warner Classics]
- 2019-01-18: Voglio cantar (Barbara Strozzi, Cavalli, Cesti, Marini, Merula) (+ Emőke Baráth, Francesco Corti) [Warner Classics]
- 2018-11-02: Alessandro Stradella: La Doriclea (+ Andrea De Carlo, Emöke Barath, Giuseppina Bridelli, Xavier Sabata, Luca Cervoni, Gabriella Martellacci, Riccardo Novaro) [Arcana]
- 2018-11-02: Handel: Serse (+ Franco Fagioli, Vivica Genaux, Inga Kalna, Francesca Aspromonte, Andrea Mastroni, Delphine Galou, Biagio Pizzuti, Maksim Jemieljanyczew) [Deutsche Grammophon]
- 2018-10-26: Anima Sacra (+ Jakub Józef Orliński, Maksim Jemieljanyczew) [Erato/Warner Classics]
- 2018-10-26: Bach – Violin Concertos (+ Shunske Sato, Zefira Valova) [Erato/Warner Classics]
- 2018-05-04: Prologue (+ Francesca Aspromonte, Enrico Onofri) [Pentatone]
- 2018-01-12: Handel Arias (+ Franco Fagioli, Zefira Valova) [Deutsche Grammophon]
- 2017-06-16: Carnevale 1729 (+ Ann Hallenberg, Stefano Montanari) [Pentatone]
- 2017-05-26: (Handel) Ottone (+ Max Emanuel Cenčić, Lauren Snouffer, Pavel Kudinov, Ann Hallenberg, Xavier Sabata, Anna Starushkevych, George Petrou) [Decca Records]
- 2016-11-04: In War & Peace (+Joyce DiDonato, Maksim Jemieljanyczew) [Erato/Warner Classics]
- 2016-01-29: Haydn Concertos (+ Riccardo Minasi, Maksim Jemieljanyczew) [Erato/Warner Classics]
- 2015-11-05: Giovincello (+ Edgar Moreau, Riccardo Minasi) [Erato/Warner Classics]
- 2015-10-21: Handel: Partenope (+ Karina Gauvin, Philippe Jaroussky, Teresa Iervolino, Emőke Baráth, John Mark Ainsley, Luca Tittoto, Riccardo Minasi) [Erato/Warner Classics]
- 2015-10-02: Arie Napolitane (+ Max Emanuel Cenčić, Maksim Jemieljanyczew) [Decca Records]
- 2015-05-25: Catone in Utica (+ Max Emanuel Cenčić, Franco Fagioli, Juan Sancho, Valer Barna-Sabadus, Vince Yi, Martin Mitterrutzner, Riccardo Minasi) [Decca Records]
- 2015-04-10: (Graun, Händel, Petri, Porpora) Agrippina (+ Ann Hallenberg, Riccardo Minasi) [Deutsche Harmonia Mundi]
- 2014-03-31: Handel: Tamerlano (+ Xavier Sabata, Max Emanuel Cenčić, John Mark Ainsley, Karina Gauvin, Ruxandra Donose, Pavel Kudinov, Riccardo Minasi) [naïve]
- 2013-11-19: Vivaldi: Concerti per due violini e archi I (+ Dmitry Sinkovsky, Riccardi Minasi) [naïve]
- 2013-10-18: Donna Leon: Gondola (+ Cecilia Bartoli, Vincenzo Capezzuto, Riccardo Minasi) [Diogenes]
- 2013-09-09: Arias for Caffarelli (+ Franco Fagioli, Riccardo Minasi) [naïve]
- 2013-01-28: Vivaldi: Concerti per violino V ‘Per Pisendel’ (+ Dmitry Sinkovsky) [naïve]
- 2013-01-25: Venezia (Opera arias of the Serenissima) (+ Max Emanuel Cenčić, Riccardo Minasi) [Erato/Warner Classics]
- 2013-01-21: Handel – Bad Guys (+ Xavier Sabata, Riccardo Minasi) [Aparté]
- 2012-03-23: Vivaldi: Concerti per violino IV ‘L’Imperatore’ (+ Riccardo Minasi) [naïve]